# Paul Duan
Paul Duan, né en juillet 1992 à Trappes, est un entrepreneur social français, fondateur de l'ONG Bayes Impact.

## Jeunesse et études
Paul Duan est né en 1992 à Trappes de parents ingénieurs immigrés chinois. Il passe un bac scientifique au lycée franco-allemand de Buc en 2009, puis il entre à Science Po Paris en 2009, dont il sort diplômé d'un Bachelor en 2012,, après une troisième année à l'université de Berkeley en 2011. En parallèle, il suit également une licence de mathématiques à l'université Panthéon-Sorbonne dont il sort major de sa promotion.
A la fin de ses études, il rejoint Eventbrite en tant que data scientist, une startup de la Silicon Valley, spécialisée dans la vente de billets en ligne et la gestion d'événements.

## Bayes Impact
Parallèlement à son activité professionnelle, il se consacre au bénévolat. Par la suite, il a l'idée d'utiliser les algorithmes et le big data pour résoudre des problèmes de société et fonde l'ONG Bayes Impact en avril 2014. Quelques mois plus tard, il rejoint Y Combinator, l’un des incubateurs de startup les plus prestigieux de la Silicon Valley. Bayes Impact collabore notamment avec des hôpitaux ainsi que le ministère de la justice californien, afin de les aider à optimiser leurs services,.
En 2015, de passage à Paris, il participe à l'Échappée Volée, une conférence de type TED où il évoque son ambition d'utiliser la technologie dans un but social. Il donne alors comme exemple l'utilisation des algorithmes et de l'intelligence artificielle dans le champ de l'emploi en France,.
Par la suite, il est soutenu par plusieurs personnalités politiques, dont François Hollande, Emmanuel Macron et Myriam El Khomri et signe un partenariat avec Pôle Emploi. En utilisant les données anonymisées de Pôle Emploi, Bayes Impact lance en novembre 2016 la plateforme Bob (anciennement Bob Emploi) pour aider les personnes à la recherche d'un emploi,,,. Surnommé Big Buzzer par le Canard Enchaîné, un institut rattaché au Ministère chargé de la jeunesse conclut que l'initiative de Paul Duan "n'a pas d'impact" dans une évaluation de près de 150 pages.

## Autres activités
En 2016, Paul Duan a participé à la création du programme des Entrepreneurs d’Intérêt Général instauré par l’Etat français.
Paul Duan est membre du conseil d'administration du Comité action publique 2022.

## Récompenses
En 2015, Paul Duan est classé par Forbes parmi les « 30 personnalités de moins de 30 ans » qui révolutionnent les technologies numériques.

## Documentaire
- Le rêve de Paul Duan, Infrarouge, septembre 2018[18].